# RICO法案 (絕命律師)
〈RICO法案〉是美國犯罪劇情電視劇《絕命律師》第一季的第八集，該集由戈登·史密斯編劇，並由科林·巴克西執導。在美國，該集於2015年3月23日在AMC播出，至於美國以外的多個國家則在串流媒體服務Netflix上首播。該集標題以《反勒索及受賄組織法》（RICO法案）命名。

## 劇情

### 開場
在閃回片段中，吉米·麥吉爾（鮑勃·奧登科克 飾）當時仍是HHM律師行（Hamlin, Hamlin & McGill）的郵件管理員。他收到通知說他已通過州律師考試，並提出希望被HHM律師行聘為律師，但查克·麥吉爾（邁克爾·麥基恩 飾）只結巴地給出一個猶豫不決的答覆。在一次辦公室慶祝活動中，霍華德·漢姆林（帕特里克·法比安 飾）告訴吉米目前公司不會僱用他，但會在六個月後重新審查他的申請。

### 主線劇情
當一名委託人提到她的療養院鷸十字中心（Sandpiper Crossing）負責控制她的退休金和社會保障金並為她提供每月津貼時，吉米感覺到很可疑。他在檢查她的費用清單後疑心越來越大，因而開始收集其他療養院院友的費用清單。他和查克對費用清單進行分析，發現鷸十字中心有組織地向院友多收費用的證據，證明中心可能干犯詐騙罪。查克表示院友有理由提出集体诉讼，並鼓勵吉米繼續調查。
鷸十字中心的前台為了阻止吉米見委託人而攔住他。吉米聽到文件被碎紙機撕碎的聲音，他馬上去洗手間匆忙在衛生紙上寫了一封律师函，要求鷸十字立即停止銷毀文件。他在被趕離開時把律師函交給一位經理，並於當晚在療養院的垃圾箱裡找到裝有碎紙的塑料袋。查克和吉米一起整理碎紙並拼湊出一份指控性的文件，查克隨後決定成為吉米的協理律師，而鷸十字的代表律師亦同意與他們會面。
麥克·艾曼翠岳（喬納森·班克斯 飾）在史黛西（凯瑞·康顿 飾）上班時照顧凱莉（Kaylee）（菲絲·希莉（Faith Healey） 飾）。當史黛西下班回來後，她問麥克應該如何處理她手提箱裡的錢（參見“警察”一集），麥克說她應該花那些錢在她和女兒的生活上。史黛西說即使這樣她也沒有足夠的錢來支付生活費，麥克聽到後只好回去找卡爾德拉醫生（喬·德羅薩 飾），接受卡爾德拉之前提供的非法工作。
鷸十字的律師否認中心故意欺騙院友，但承認的確有些院友被多收費用。鷸十字表示願意支付10萬美元的賠償金，但吉米提供證據表明鷸十字的欺詐行為使他們具備應用RICO法案的條件，查克因而要求鷸十字支付2000萬美元和解，但他們的律師拒絕。在查克和吉米繼續準備案件時，全神貫注的查克漫不經心地離家並從吉米的車裡取出文件，並沒有採取他平時的EHS預防措施。吉米在前門看著他說不出話來，然後輕聲呼喚查克的名字，查克這才意識到自己在哪裡，他驚呆並掉下了文件。

## 製作
這是分別由戈登·史密斯負責編劇和由科林·巴克西負責執導的第二集。

## 迴響

### 收視率
該集在播出後的美國總收視人數為287萬觀眾，並在美國18-49歲的成年人統計人口中獲得1.3的收視率。

### 評價
該集獲得大多數的正面評價。根据評論匯總网站爛番茄汇总的23篇评论文章，96%的评论家给予该作正面评价，使之獲得「認證新鮮」標識，平均打分为8.00分（满分10分）」
《IGN》的羅斯·科內特（Roth Cornet）給該集8.8/10分的評價，她寫道：“吉米一時間的成功感，或者對通過律師考試的自豪感，都在這一集中被同一個人的拒絕壓垮了——這是一個多麼華麗的場景。”她最後總結說：“《絕命律師》憑藉‘RICO法案’一集為將甜美的吉米·麥吉爾轉變為老練的薩爾·古德曼的情況奠定了基礎。”《每日电讯报》的艾德·鮑爾（Ed Power）給該集四顆星的評價（滿分五顆星）並說：“《絕命律師》一開始似乎確定滿足於蜿蜒曲折，在更滑稽的閒暇次要情節時談判。然而該集有一種感覺，吉利根可能終於確定一個值得無盡同情的吉米的故事情節……首播季只剩下兩集，我很期待薩爾（吉米）到底會開始長大抑或會平靜下來。”

## 外部連結
- 互联网电影数据库上RICO法案的资料（英文）

- 《RICO法案》（页面存档备份，存于）在AMC
- 爛番茄上《RICO法案》的資料（英文）